# Banzkow
Banzkow is een gemeente in de Duitse deelstaat Mecklenburg-Voor-Pommeren, en maakt deel uit van de Landkreis Ludwigslust-Parchim.
Banzkow telt 2.795 inwoners.

## Indeling gemeente
De gemeente bestaat uit de volgende Ortsteile:

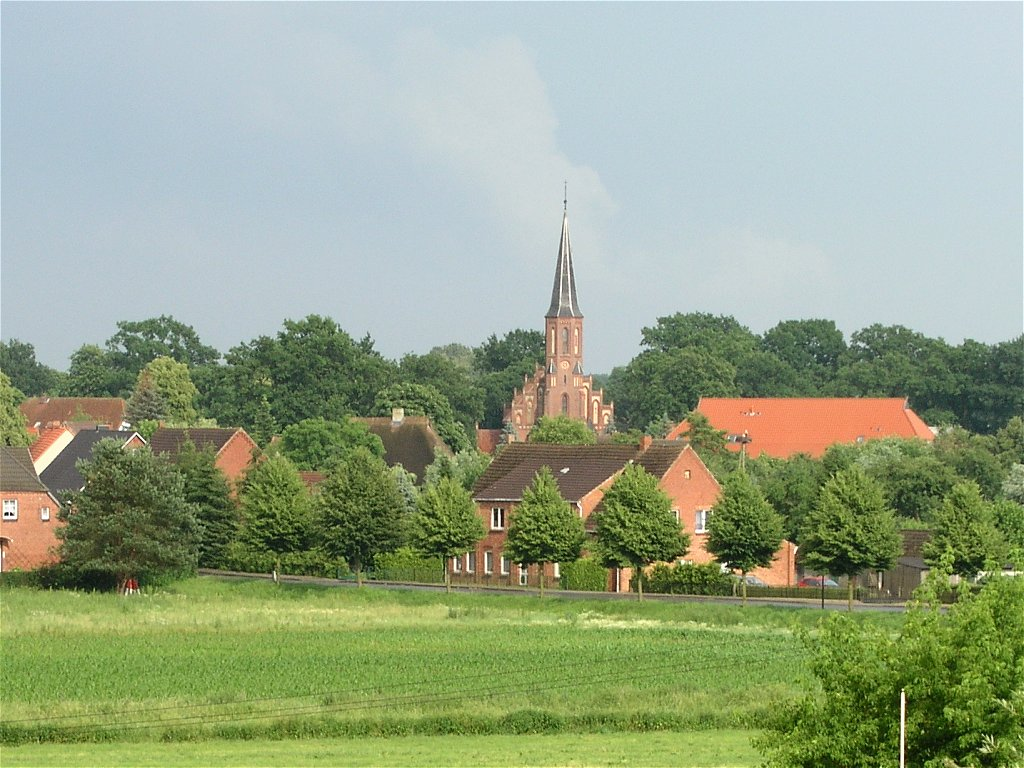
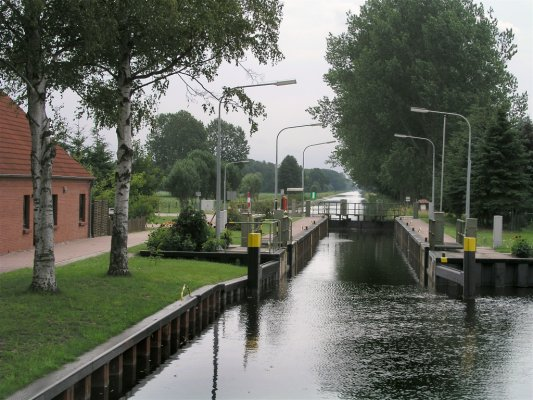
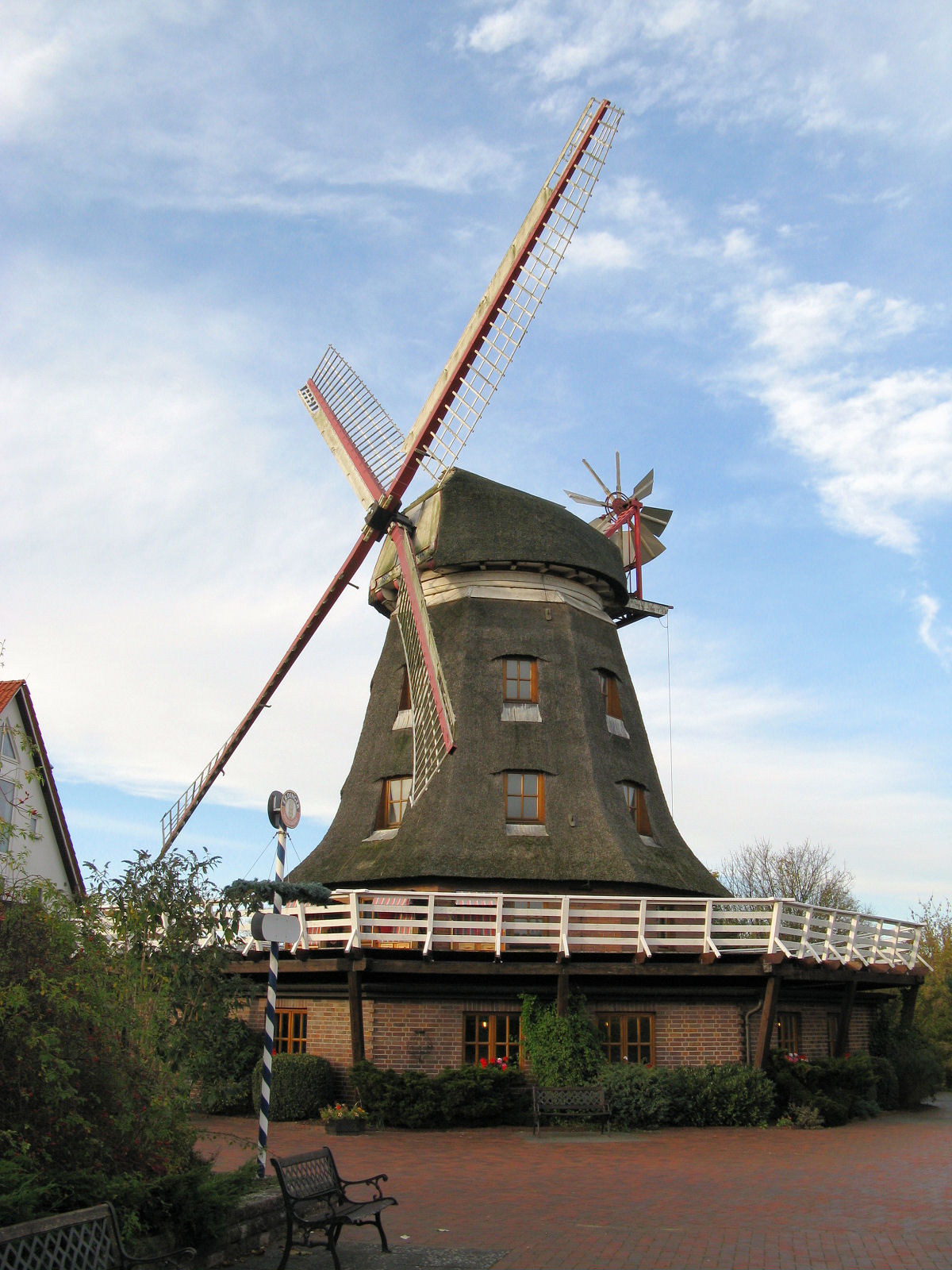
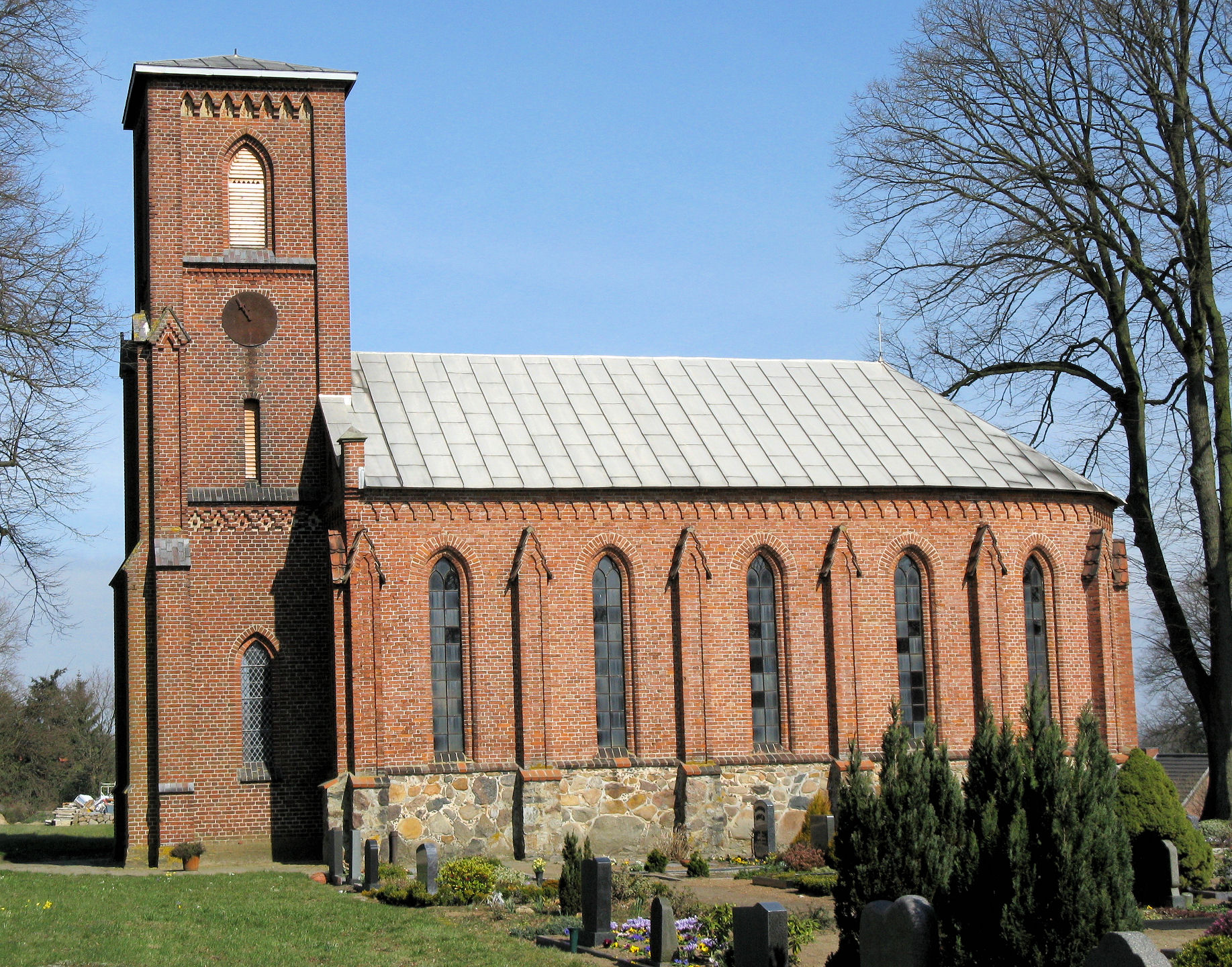
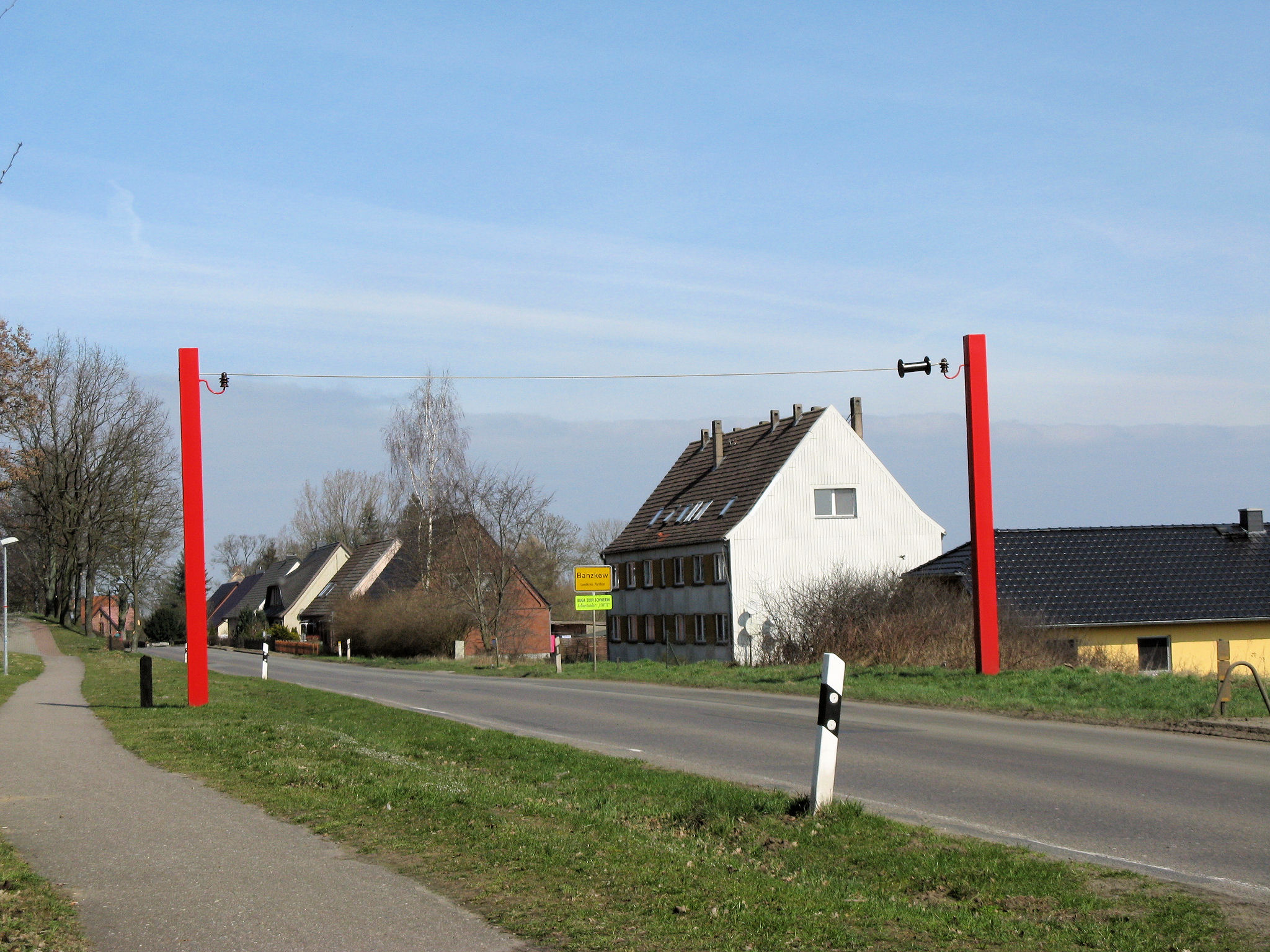
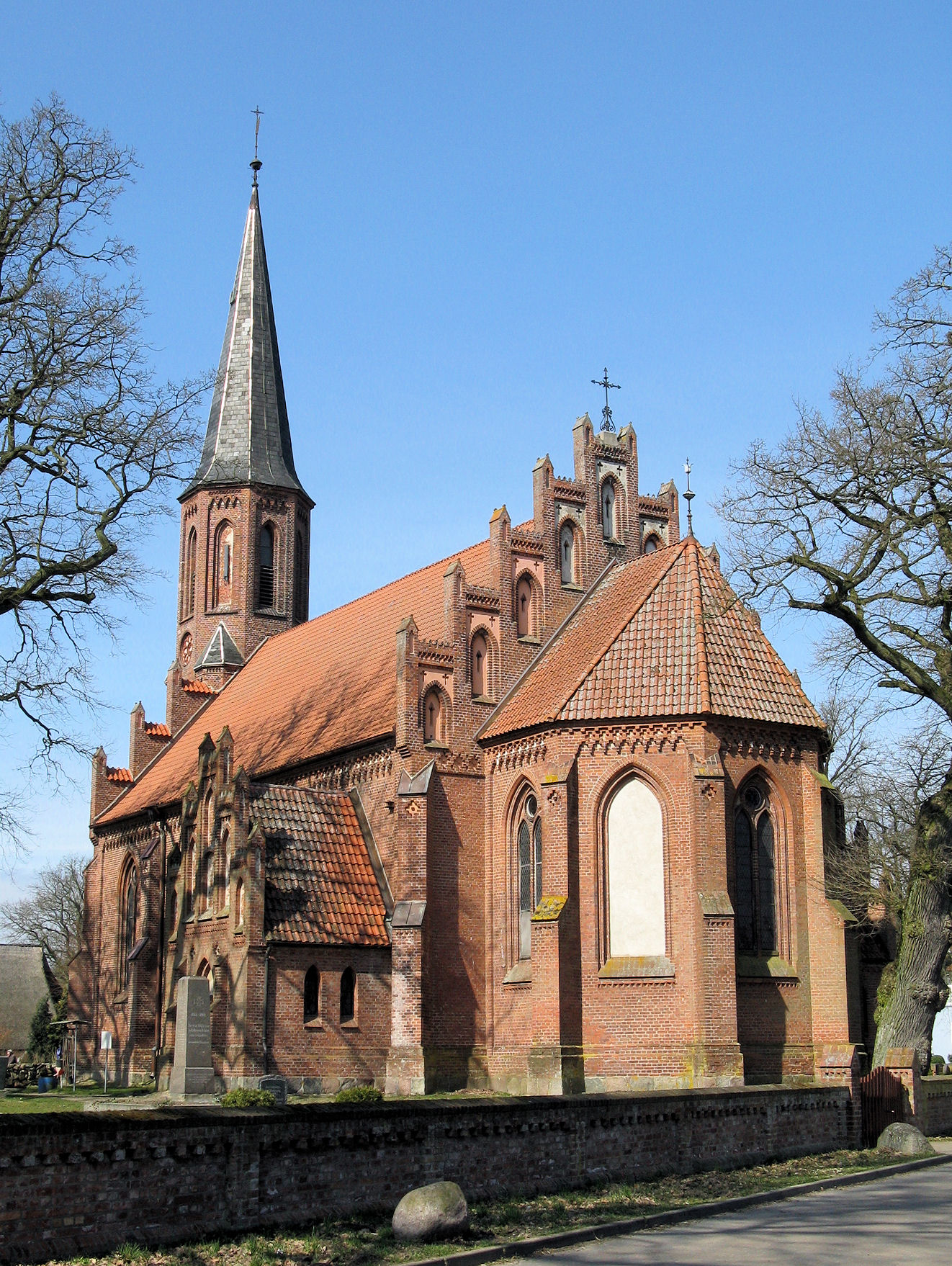
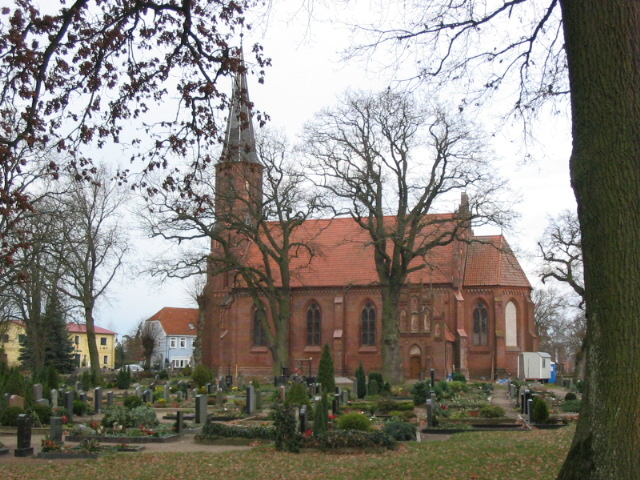
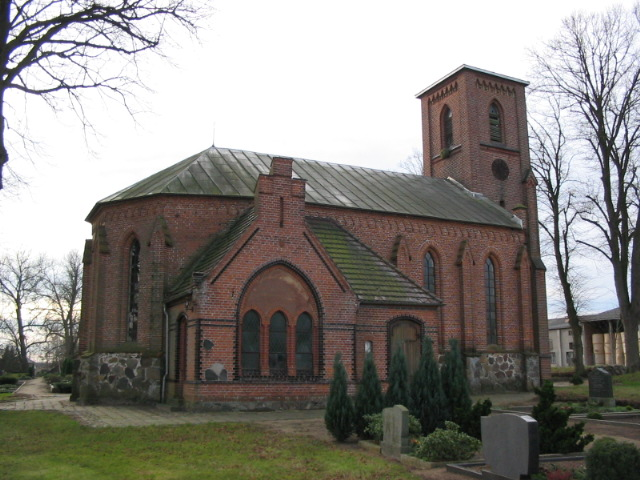

- Banzkow
- Goldenstädt, sinds 7-6-2009
- Jamel, sinds 7-6-2009
- Mirow, sinds 1-1-1974